# Благовещенское высшее танковое командное училище
Благовещенское высшее танковое командное Краснознамённое училище имени Маршала Советского Союза Кирилла Афанасьевича Мерецкова (БВТККУ) — военное учебное заведение в СССР и России, существовавшее с 1941 по 1999 год.

## История
Училище было сформировано 12 августа 1941 года в Горьковской области как 2-е Горьковское автомобильное-мотоциклетное училище. Возглавил его генерал-майор Ф. Н. Раевский.
С 16 октября 1941 года училище располагалось в г. Ветлуга Горьковской (ныне Нижегородской) области в 200 км северо-восточнее города Горький.
Первый выпуск офицеров в училище состоялся в марте 1942 года, 15 октября 1942 года училище было переформировано во 2-е Горьковское танковое училище (2-е ГТУ) с изменением профиля подготовки на командиров-танкистов с шестимесячным сроком обучения. Первый выпуск офицеров-танкистов состоялся 25 апреля 1943 года.
Приказом Министра обороны СССР в списки 1-й роты училища был навечно зачислен Герой Советского Союза гвардии лейтенант Дмитрий Евлампиевич Комаров, командир танка 15-й гвардейской танковой Речицкой бригады.
После окончания Великой Отечественной войны училище передислоцировалось в город Проскуров (с января 1954 года — Хмельницкий) — УССР, куда убыло 20 мая 1945 года, и стало называться Проскуровское (впоследствии — Хмельницкое) танковое училище (в/ч 74400). Училище перешло на полный, трёхгодичный, курс обучения. В первые послевоенные годы в училище обучались курсанты-югославы, албанцы и румыны.
В 1958 году училище было передислоцировано в г. Благовещенск Амурской обл. (п. Моховая Падь) и стало именоваться Дальневосточное танковое училище (ДВТУ). (Аббревиатура ДВТУ использовалась на занятиях по огневой подготовке для запоминания формулы «тысячной»: Дуй В ТысячУ).
В 1965 году оно стало высшим военным училищем — БВТКУ.
Первый набор высшего училища состоялся в 1966 году (в этом же году последний набор среднего училища), первый выпуск — в 1970.
22 февраля 1968 года за большие заслуги в подготовке офицерских кадров и в связи с 50-летием Вооружённых сил СССР училище было награждено орденом Красного Знамени. С этого момента оно стало называться Благовещенское высшее танковое командное Краснознамённое училище (БВТККУ).
В феврале 1969 г. училищу было присвоено имя Маршала Советского Союза К. А. Мерецкова.
До 1999 года училище готовило, в том числе, и офицеров для морской пехоты.
В октябре 1999 года училище расформировано Постановлением правительства РФ от 29 августа 1998 года № 1009. На его базе был создан РУЦ — региональный учебный центр подготовки младших специалистов артиллерии, который в ноябре 2005 года был расформирован.
Выпускники училища участвовали в Великой Отечественной войне, дойдя до Берлина, принимали участие в войнах в Афганистане, Эфиопии, Вьетнаме и других горячих точках, а также в чеченских войнах.
Во время Великой Отечественной войны 13 выпускников училища стали Героями Советского Союза.
Один из них, гвардии лейтенант Комаров Дмитрий Евлампиевич (выпуск в 1943 г.) командир танка 15-й гвардейской танковой бригады (1-й гвардейский танковый корпус, 65-я армия, 1-й Белорусский фронт), в ходе Белорусской операции 25.06.1944 г. в бою в районе ж.-д. ст. Черные Броды (Октябрьский р-н Гомельской обл.) в составе экипажа горящим танком таранил вражеский бронепоезд и вывел из строя 3 бронеплощадки. Погиб 04.09.1944 г. в бою за плацдарм на западном берегу р. Нарев в Польше. Похоронен в польском селе Заторы. Звание Героя Советского Союза присвоено 26.09.1944 г. (посмертно). Зачислен навечно в списки первой роты курсантов БВТККУ. Земляки Комарова (уроженцы Шахунского р-на Горьковской обл.) направлялись в училище по комсомольским путевкам. Большинство из них зачислялись в первую роту.
В честь выпускников танкового училища, погибших на фронтах Великой Отечественной войны, в 1970 году перед училищем установлен танк на постаменте (ИС-3).

## Училищная песня
Была и училищная песня, слова припева которой звучали так:

Горький, Ветлуга, Проскуров, Хмельницкий,

Училища вёрсты-пути.

Дальневосточное, наше родное,

Лучше тебя не найти!

## Начальники
Пост начальника занимали:
- генерал-майор танковых войск Раевский Фёдор Николаевич (10 июля 1941 — декабрь 1951)
- генерал-майор танковых войск Мартынов Николай Борисович (1951—1957)
- генерал-майор танковых войск Яковлев Сергей Михайлович (22 ноября 1957 — 5 января 1959)
- полковник Орехов Степан Георгиевич (1959—1961)
- полковник Олексашин Кирилл Максимович (1961—1963)
- генерал-майор танковых войск Табакин Владимир Львович (1963—1966)
- генерал-майор танковых войск Лукьянов Михаил Зиновьевич (1966—1971)
- генерал-майор Бойко Пётр Яковлевич (1971—1976)
- генерал-лейтенант Боржко Владимир Иванович (1976—1986)
- полковник Лысак Валентин Владимирович (1986—1989)
- генерал-майор Дегтярёв Виктор Антонович (1989—1999)